# Faigão-de-bico-fino

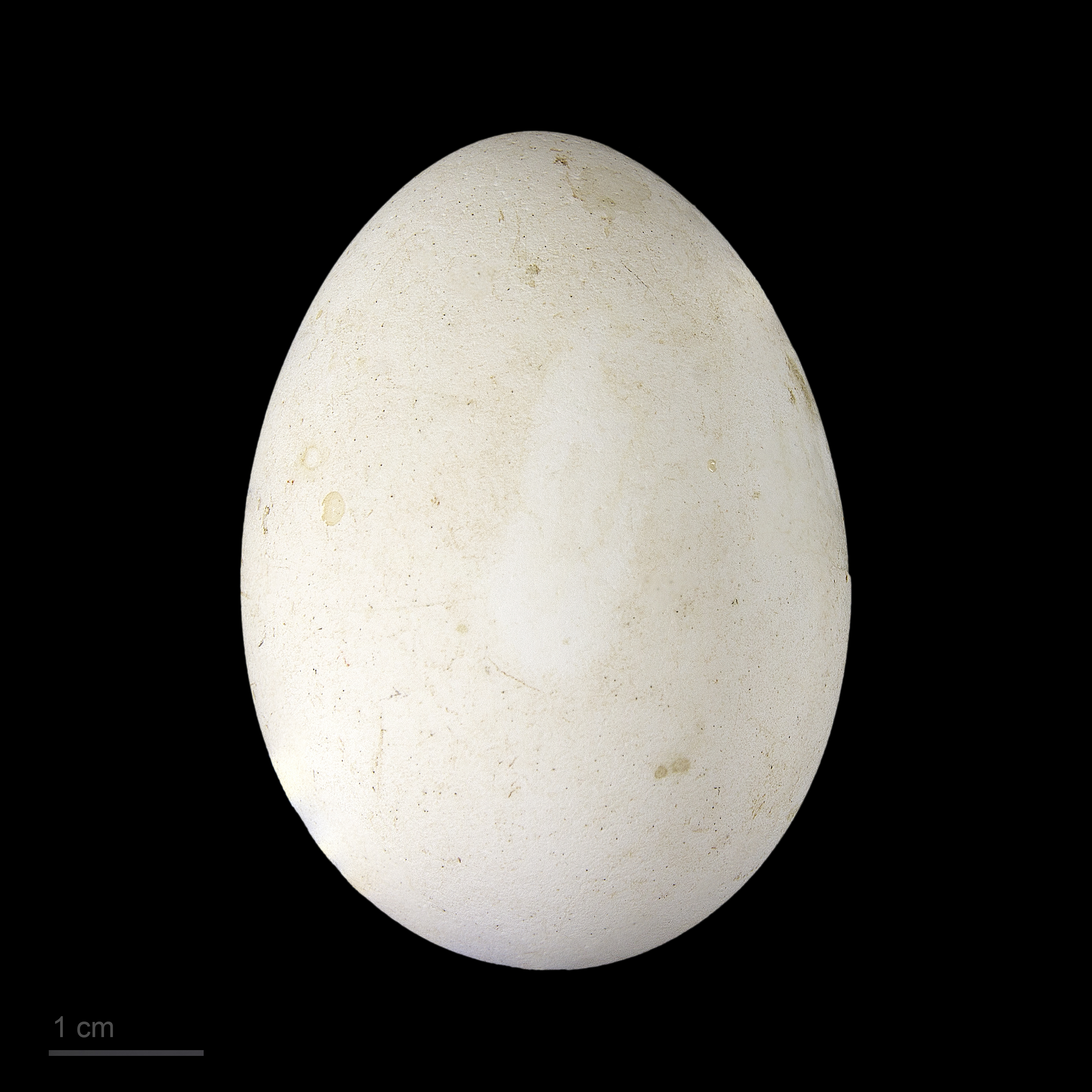
Ovo de Pachyptila belcheri - MHNT

Faigão-de-bico-fino (nome científico: Pachyptila belcheri) é uma espécie de ave marinha da família Procellariidae.

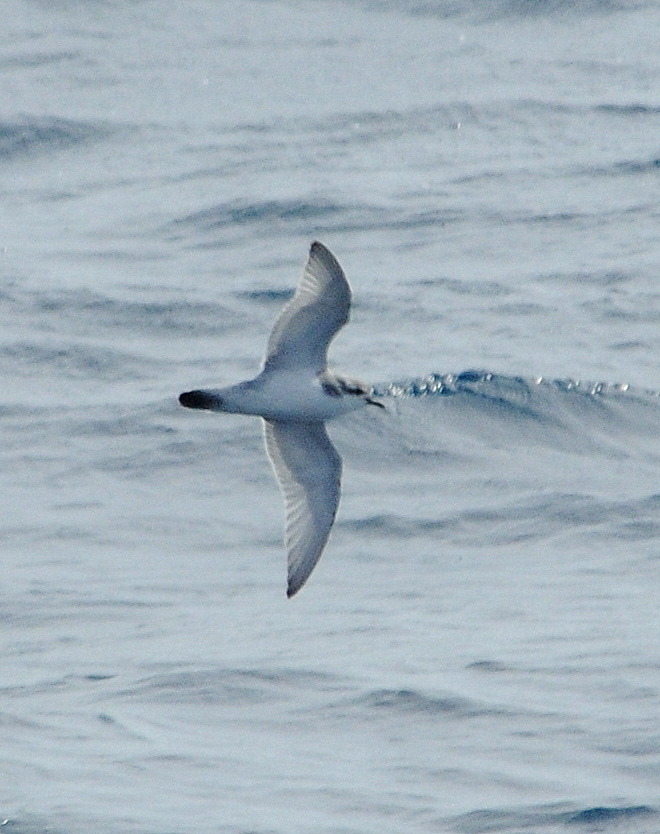
Faigão-de-bico-fino (Pachyptila belcheri) na passagem de Drake

## Etimologia
O nome do gênero Pachyptila vem das palavras gregas pakhus (grosso ou robusto) e ptilon (pena). O nome da espécie belcheri deriva do ornitólogo e juiz Charles Frederic Belcher.
O nome em inglês prion vem da palavra grega priōn, que significa "serra", uma referência às bordas serrilhadas do bico desses pássaros.

## Descrição

### Morfologia Externa
Como todos os faigões, eles são cinza-azulados acima e brancos abaixo com um "M" escuro nas costas e nas pontas das asas. Eles têm uma sobrancelha branca e uma linha escura que se estende desde abaixo do olho quase até o pescoço. Sua cauda é em forma de cunha e cinza com uma ponta preta, seu bico é cinza-azulado e seus pés são azul-claros.

### Taxonomia e anatomia interna
O faigão-de-bico-fino é membro do gênero Pachyptila, que, em combinação com o gênero Halobaena (cuja única espécie é o petrel azul), compõe a tribo polifilética tradicional dos faigões ou pássaros-baleia). Os faigões são pequenos petréis da ordem Procellariiformes que compartilham certas características de identificação. Primeiro, eles têm passagens nasais que se ligam ao bico superior, chamadas naricórnios, embora suas narinas fiquem no topo do bico superior. Os bicos dos Procellariiformes também são únicos por serem divididos em 7 a 9 placas córneas; portanto, veja acima, em Etimologia, que o nome príon nesta ordem denota uma borda serrilhada em forma de serra para o bico. Os faigões produzem um óleo estomacal composto de ésteres de cera e triglicerídeos que é armazenado no proventrículo, que eles usam contra predadores, bem como uma fonte de alimento rica em energia para pintos e adultos durante seus longos voos. Finalmente, eles também têm uma glândula de sal, situada acima da passagem nasal, que ajuda a dessalinizar seus corpos ao excretar uma solução de alta salinidade do nariz, aliviando o excesso de sal para seu metabolismo ao absorver um grande volume de água salgada do oceano.

### Alcance e Habitat
O faigão-de-bico-fino passa todo o seu tempo não reprodutivo nas águas dos oceanos do sul. Durante a época reprodutiva, eles é encontrado nas ilhas Crozet, nas ilhas Kerguelen, nas ilhas Malvinas e na ilha Noir, na costa sul do Chile.

### Conservação
Esta espécie tem um alcance muito grande e sua população estimada é de 7 000 000, permitindo que a IUCN classifique-a como de menor preocupação .

## Comportamento

### Alimentação
Como todos os faigões, o de bico-fino come zooplâncton, filtrando-o por seu bico.

### Reprodução
Ele se reproduze anualmente e coloca um único ovo. Ambos os pais incubam o ovo e cuidam do filhote até que ele cresça.